# Пам'ятник Григорію Сковороді (Хмельницький)
Пам'ятник Григорію Сковороді (Хмельницький) – пам'ятник видатному українському філософу, богослову, поету, педагогу.

## Загальна інформація
2 жовтня 2009 року відбулося урочисте відкриття пам'ятника приурочене до відзначення десятиліття з дня заснування Хмельницького інституту соціальних технологій університету «Україна» та п'ятнадцятиліття Подільського товариства імені Григорія Сковороди. Розташований пам’ятник на території Хмельницького інституту соціальних технологій університету «Україна» за адресою: вул. Толбухіна 2 (нині Ярослава Мудрого).

## Опис
Пам'ятник Григорію Сковороді виконаний з білого каменю і сягає близько двох з половиною метрів. Погруддя мислителя стоїть на високому колоноподібному постаменті, а у його підніжжя лежать  – Біблія, книга Платона, Азбука та ліра. 
Автор пам'ятника Корчовий Василь Іванович – український скульптор і живописець.
5 липня 2011 року біля інституту відкрили сквер, який також назвали на честь філософа.